# San Pietro di Morubio
San Pietro di Morubio es una localidad y comune italiana de la provincia de Verona, región de Véneto, con 2.966 habitantes.

## Evolución demográfica
| Gráfica de evolución demográfica de San Pietro di Morubio entre 1861 y 2001 |
|                                                                             |
| Fuente ISTAT - elaboración gráfica de Wikipedia                             |